# Linz Hauptbahnhof

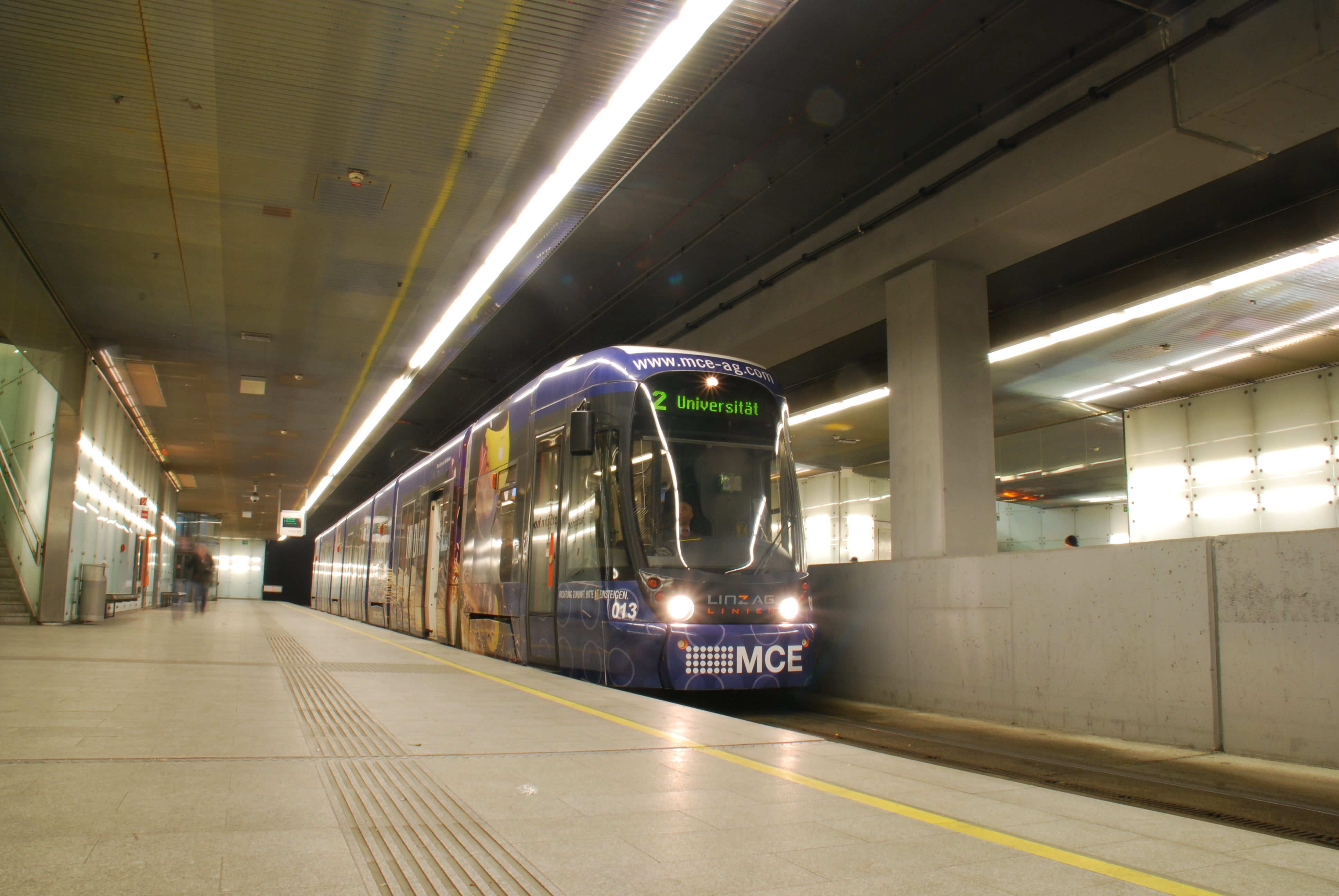
A Linzi villamos az állomáson

Linz Hauptbahnhof, röviden Linz Hbf, magyarul: Linz főpályaudvar egy vasútállomás Ausztriában, Linz városában. 1858-ban nyílt meg. Naponta kb. 30 ezer utas fordul meg az állomáson.
Vasúti kapcsolata van kelet felé az osztrák fővárossal, Béccsel, nyugat felé pedig Salzburggal és Münchennel.
2005-ben a Schönster Bahnhof Österreichs verseny első helyezettje lett.

## Forgalom

### Helyi
Regionális/REX vonatok Wels, Salzburg, Passau, Grünau/Almtal, Budweis, Prag, St.Valentin, Amstetten, Selzthal, Garsten, Steyr, Ried/Innkreis, Braunau/Inn felé.
| Járat                 | Útvonal |
| --------------------- | --- |
| S-Bahn Oberösterreich | Linz Hbf – St.Valentin – Steyr – Garsten – (Kleinreifling – Selzthal)                                                 |
| S-Bahn Oberösterreich | Linz Hbf – Wels Hbf – (Salzburg Hauptbahnhof)                                                                         |
| S-Bahn Oberösterreich | Linz Hbf – Pregarten – (Summerau)                                                                                     |
| S-Bahn Oberösterreich | Linz Hbf – Traun – Kirchdorf/Krems – (Selzthal)                                                                       |
| S-Bahn Oberösterreich | Linz Hbf – Linz Untergaumberg – Alkoven – Eferding – (Niederspaching – 1. Kurs: Peuerbach; 2. Kurs: Neumarkt-Kallham) |

### Távolsági
| Járat               | Útvonal | Gyakoriság                                    |
| ------------------- | --- | --------------------------------------------- |
| Westbahn Green Line | Salzburg Hbf – Attnang-Puchheim – Wels Hbf – Linz – Amstetten – St. Pölten – Wien Hütteldorf – Wien Westbahnhof                                                                                           | óránként                                      |
| Westbahn Blue Line  | Salzburg Hbf – Attnang-Puchheim – Wels Hbf – Linz Hbf – Amstetten – St. Pölten Hbf – Bahnhof Wien Meidling – Wien Hbf – Wien Quartier Belvedere – Wien Rennweg – Wien Mitte/Landstraße – Wien Praterstern | óránként                                      |
| Railjet             | Wien Flughafen – Wien Hauptbahnhof – St. Pölten – Linz – Salzburg– (Wörgl) – Innsbruck – Bregenz / Zürich                                                                                                 | óránként                                      |
| Railjet             | (Klagenfurt/Bregenz–) Salzburg – Linz – Wien – Flughafen Wien | óránként                                      |
| Railjet             | München – Rosenheim – Salzburg – Linz – Wien - Budapest | kétóránként                                   |
| ICE                 | Wien – St. Pölten – Linz – Wels – Passau – Regensburg – Nürnberg – Würzburg – Frankfurt – (Frankfurt Flughafen – Köln – Solingen – Wuppertal – Hagen – /Ruhrgebiet – Dortmund – Hamburg)                  | hét vonatpár (kétóránként)                    |
| Bus 20000           | Linz – Ceské Budejovice autobusové nádrazí (Budweis) – Prága | kétszer naponta                               |
| InterCity           | Linz – Neuhofen/Krems – Rohr-Bad Hall – Kirchdorf/Krems – Selzthal – Leoben – Graz | két vonatpár a rendszeres R / REX forgalomhoz |

### Éjszakai vonatok
| Vonatnem/vonatszám | Útvonal | Útvonal | Vonatnem     | Gyakoriság   | Üzemeltető |
| ------------------ | --- | --- | ------------ | ------------ | ---------- |
| NJ 490/491         | Wien – Wien Meidling – St. Pölten – Linz – Wels – Passau – Regensburg – Nürnberg –                                                                           | Würzburg – Hannover – Hamburg | ÖBB Nightjet | egy vonatpár | ÖBB        |
| NJ 40490/40421     | Wien – Wien Meidling – St. Pölten – Linz – Wels – Passau – Regensburg – Nürnberg –                                                                           | Frankfurt (Süd) – Frankfurt Flughafen – Mainz – Koblenz – Bonn – Köln – Düsseldorf – Arnhem – Utrecht – Amsterdam                                            | ÖBB Nightjet | egy vonatpár | ÖBB        |
| NJ 50490           | Wien – Wien Meidling – St. Pölten – Linz – Wels – Passau – Regensburg – Nürnberg –                                                                           | Aachen – Liège-Guillemins – Brüssel-Nord – Brüssel-Süd/Brüssel-Mitte                                                                                         | ÖBB Nightjet | egy vonatpár | ÖBB        |
| NJ 466/467         | Wien – Wien Meidling – St. Pölten – Amstetten – Linz – Wels – Attnang-Puchheim – Salzburg –                                                                  | Innsbruck – Landeck-Zams – Bludenz – Feldkirch – Buchs – Zürich                                                                                              | ÖBB Nightjet | egy vonatpár | ÖBB        |
| NJ 40466/40236     | Wien – Wien Meidling – St. Pölten – Amstetten – Linz – Wels – Attnang-Puchheim – Salzburg –                                                                  | Bischofshofen – Villach – Udine – Venedig Mestre – Venedig                                                                                                   | ÖBB Nightjet | egy vonatpár | ÖBB        |
| NJ 446/447         | Wien – Wien Meidling – St. Pölten – Amstetten – Linz – Wels – Attnang-Puchheim – Salzburg – Innsbruck – Landeck-Zams – Bludenz – Feldkirch – Buchs – Bregenz | Wien – Wien Meidling – St. Pölten – Amstetten – Linz – Wels – Attnang-Puchheim – Salzburg – Innsbruck – Landeck-Zams – Bludenz – Feldkirch – Buchs – Bregenz | ÖBB Nightjet | egy vonatpár | ÖBB        |
| EN 50462           | Budapest – Wien – Wien Meidling – St. Pölten – Linz – Wels – Salzburg –                                                                                      | Rosenheim – München Ost – Augsburg – Ulm – Göppingen – Stuttgart                                                                                             | EuroNight    | egy vonatpár | MÁV        |
| EN 40462           | Budapest – Wien – Wien Meidling – St. Pölten – Linz – Wels – Salzburg –                                                                                      | Innsbruck – Landeck-Zams – Bludenz – Feldkirch – Buchs – Zürich                                                                                              | EuroNight    | egy vonatpár | SBB, ÖBB   |

## Kapcsolódó vasútvonalak
Az állomást az alábbi vasútvonalak érintik:
- Westbahn
- Pyhrnbahn
- Summerauer Bahn
- Linzer Lokalbahn